# Balongtunjung
Balongtunjung is een bestuurslaag in het regentschap Gresik van de provincie Oost-Java, Indonesië. Balongtunjung telt 918 inwoners (volkstelling 2010).